# Klasična fotografija
Klasična fotografija, poznata i kao kemijska fotografija, vrsta je fotografije koja za dobivanje slike koristi kemijsku reakciju, obično na filmu, papiru ili ploči. Više od stoljeća prije izuma digitalne fotografije, ti su procesi bili fotografima jedine dostupne metode. Često se naziva i analognom fotografijom kao suprotnost digitalnoj. Nasuprot tome, digitalna fotografija koristi elektroničke senzore za pretvaranje slike u binarni kod koji se pohranjuje na digitalni medij. Prava analogna fotografija tj. ona stvorena analognim električnim signalom, imala je primjene krajem 20. stoljeća, ali je ubrzo izumrla. 
Fotografski filmovi za stvaranje slike koriste suspenziju kristalića srebrovih halogenida, čiji se djelići pri interakciji s fotonima prikladne valne duljine raspadaju na elementarno srebro i elementarni halogen. Takav se zapis ne vidi golim okom, a zove se latentna slika i zahtijeva kemijsku obradu (razvijanje i fiksiranje) da bi se dobila vidljiva i na svjetlu postojana slika.
Unatoč oštrom padu popularnosti nakon početka društvenog širenja digitalne fotografije, klasična je fotografija sredinom 2010-ih godina zbog internetskih društvenih mreža i masovnosti digitalnih fotoaparata i kamera doživjela mali preporod. Novi interes popratila su osnivanja relevantnih udruženja, kao i i tvrtki koje su ponovno pokrenule stare linije proizvoda i stvorile nove. Godine 2017. tvrtka B&H Photo & Video izjavila je da je do tog razdoblja proizvodnja fotografskog filma počela s godišnjim rastom od 5 %.

## Pad i preporod
Kako je početkom 21. stoljeća digitalna fotografija naglo preuzela primat, veliki proizvođač fotografskog filma i fotoaparata, Kodak, najavio je 2004. godine prestanak proizvodnje i prodaje klasičnih fotoaparata na području Sjeverne Amerike i Europe.
Godine 2006. japanski proizvođač fotografske opreme Nikon najavio je prestanak proizvodnje većine svojih klasičnih fotoaparata. Nakon niza gubitaka u proizvodnji, isto je najavila i Konica-Minolta. Godine 2008. proizvođač prvog instantnog fotografskog filma Polaroid najavio je prestanak njegove proizvodnje.
Preporod je začet 1992. godine kroz lomografski pokret i proizvodnju novih verzija fotoaparata poput LOMO LC-A (kao LOMO LC-A+), Diana (kao Diana F+), Holga, Smena i Lubitel.
Vratilo se i zanimanje za alternativne fotografske postupke: cijanotipiju, dvostruke ekspozicije, cameru obscuru i redscale.

## Prednosti i nedostaci

### Prednosti
- vrijeme i trošak utrošeni u klasičnu fotografiju korisnika uče umijeću i strpljivosti,[10] pogotovo metode prije fotografskog filma
- klasični fotoaparati daju taktilnije fizičko iskustvo te više angažiraju korisnika
- pojedine vrste fotografskog filma daju različit i dosljedan izgled koji je u digitalnoj fotografiji teško postići
- ovisno o osjetljivosti fotografskog filma, mogu se postići široki dinamički rasponi
- slika dobivena na fotoosjetljivom materijalu može biti pravni dokaz
- optimalno obrađen i pohranjen fotografski film može se trajno čuvati

### Nedostaci
- klasična fotografija zahtijeva veći ulog vremena i vještinu
- fotografski film je osjetljiv i zahtijeva brižljivo rukovanje, hlađenje, zaštitu od Sunca, prašine itd.
- nepropisno razvijeni fotoosjetljivi materijali mogu se kvariti, npr. zamagljivanjem
- obrada fotografskog filma je skupa, a proizvodnja krajnje fotografije zahtijeva skeniranje, uvećanje ili tisak

## Materijali
Klasična fotografija ne tiče se samo fotografskog filma. Ovisno o načinu fotografiranja, postupci koriste razne kemikalije: razvijač, fiksir, toner, itd.
Osnovni materijali osjetljivi su na fotone elektromagnetskog zračenja, obično u djelomičnom rasponu svjetlosnog spektra i ultraljubičastog zračenja, no postoje i materijali fotoosjetljivi na infracrveno zračenje. Najčešće se upotrebljavaju srebrovi spojevi.[nedostaje izvor]

## Postupci
Crno-bijeli fotografski film može se razviti mnoštvom različitih otopina i postupaka. Filmovi u boji su osjetljiviji na varijacije razvijanja i potrebni su im posebni precizno vođeni postupci.
Neki postupci ne koriste srebrove spojeve.[nedostaje izvor]

## Formati
- 110 (monoperforirani film u plastičnoj kaseti)
- 135 (»35 mm«, biperforirani film u metalnom spremniku)
- 120 (»srednji format«, 60 mm, neperforirani film u papirnatom omotu)
- veliki format (4 x 5'', 5 x 8", 8 x 10" etc. na želatinskoj osnovi)
- Super-8 (monoperforirani film u plastičnoj kaseti)
- Cinema 16 mm / 35 mm (biperforirani film u metalnom spremniku)